# Zeche Neue Hoffnung
Die Zeche Neue Hoffnung ist ein ehemaliges Steinkohlenbergwerk in Sölderholz-Holzwickede. Das Bergwerk war auch unter den Namen Zeche Neuehoffnung, Zeche Neue Hoffnung 1 & 2 und Zeche Neue Hoffnung im Sölder Holz bekannt. Es befand sich in Sölderholz im Amtsbezirk des Amtes Unna.

## Bergwerksgeschichte
Am 2. Dezember des Jahres 1767 wurde die Mutung für das Feld Neue Hoffnung II eingelegt. Noch bevor die Konzession erteilt worden war, hatte der Kommissionsrat Rappard einen Stollen angelegt und damit mehrere Flöze aufgeschlossen. Am 9. Februar des Jahres 1768 wurde die Konzession für den Abbau von Steinkohle erteilt. Die Konzessionserteilung erfolgte per Reskript aus Berlin. Das Feld bestand aus einer Fundgrube und 20 Maaßen. Im Anschluss daran wurde ein alter Schacht wieder in Betrieb genommen. Es wurde südlich der heutigen Bodieckstraße ein Stollen aufgefahren. Außerdem wurde das Flöz Schieferbank in Richtung Osten in Verhieb genommen. Im Jahr 1771 war das Bergwerk nachweislich in Betrieb. Am 10. Mai dieses Jahres gab der Kommissionsrat Rappard an, er habe die Belehnung erhalten, könne sie aber nicht mehr finden. Laut Angabe von Rappard wurden die Rezeßgelder regelmäßig bezahlt. Außerdem gab er an, das Bergwerk sei bereits vermessen worden. Etwa um das Jahr 1789 wurde das Bergwerk stillgelegt. Bis zum Jahr 1818 war die östliche Fortsetzung des Flözes unter dem Namen Neue Hoffnung durch Stollenbau abgebaut worden. Am 14. Januar des Jahres 1848 wurde das Geviertfeld Neue Hoffnung II und am 7. Februar desselben Jahres das Beilehn Missgunst verliehen. Im Zeitraum vom 23. bis zum 30. August desselben Jahres konsolidierten das Längenfeld Hoffnung und das Geviertfeld Neue Hoffnung II mit der Zeche Mißgunst zur Zeche Neue Hoffnung. Im Zeitraum vom 10. August des Jahres 1854 bis zum 2. Juni des Jahres 1856 konsolidierte die Zeche Neue Hoffnung zur Zeche Margaretha.

## Heutiger Zustand
Im März des Jahres 1997 ereignete sich auf einem Acker, der sich in Holzwickede westlich der Landskroner Straße befindet, ein Schachtverbruch. Dieser Verbruch ist auf das Nachsacken des Verfüllmaterials eines alten Schachtes zurückzuführen. Zur Sicherung der Gefahrenstelle wurde der Schacht nachverfüllt.